# Suzuki GSX 1200
Die Suzuki GSX 1200 ist ein Motorrad des japanischen Herstellers Suzuki aus der Klasse der Naked Bikes.
Die GSX 1200 ist in vielen Details im klassischen Stil gehalten; Merkmale hierfür sind zwei einzelne Stoßdämpfer an der Hinterradschwinge, kleine Seitendeckel und ein großer Rundscheinwerfer. Der luft-ölgekühlte Motor stammt aus der Suzuki GSF 1200 und wurde für mehr Drehmoment und besseren Durchzug bei niedrigeren Drehzahlen überarbeitet. Das Grundkonzept dieses Motors wurde bereits 1984 in der GSX 1100 ES präsentiert und wurde über 20 Jahre kaum verändert, weil erfolgreich, angeboten.
Die GSX 1200 ist nahezu baugleich mit der bereits 1998 erschienen GSX 750 AE. Hauptunterscheidungsmerkmale der GSX 1200 zur GSX 750 AE sind die nur bei der GSX 1200 verwendeten Brembo Bremssättel an der Gabel, die Verwendung einer Benzinpumpe und eines Reserve-Benzinhahns ohne Benzinstand-Warnleuchte, sowie Showa Federbeinen mit zusätzlich justierbarer Dämpfung. Tacho und Drehzahlmesser haben modellabhängig entsprechend unterschiedliche Skalierung.
Der japanische Beiname Inazuma („Blitz“) darf in Deutschland aus Markenrecht-Gründen nicht verwendet werden.